# محمد ابراهیم (گورکانی)
محمد ابراهیم (۹ اوت ۱۷۰۳ – ۳۱ ژانویه ۱۷۴۶)از مدعیان تاج و تخت هند در عهد گورکانیان بود.

## اوایل زندگی
محمد ابراهیم پسر ارشد شاهزاده رفیع الشأن، پسر بهادر شاه یکم از همسرش نورالنسا بیگم دختر شیخ باقی بود. او برادر پادشاهان گورکانی، رفیع الدرجات و شاه جهان دوم نیز هست.

## عناوین
عنوان کامل او به گفته خودش چنین بوده:
ابوالفتح ظهیرالدین محمد ابراهیم.

### سکه
سکه بر سیم زد در جهان با فضل محمد ابراهیم، شاه شاهان.

## کتابشناسی
- Irvine, William. The Later Mughals. Low Price Publications. ISBN 8175364068.